# Stabat

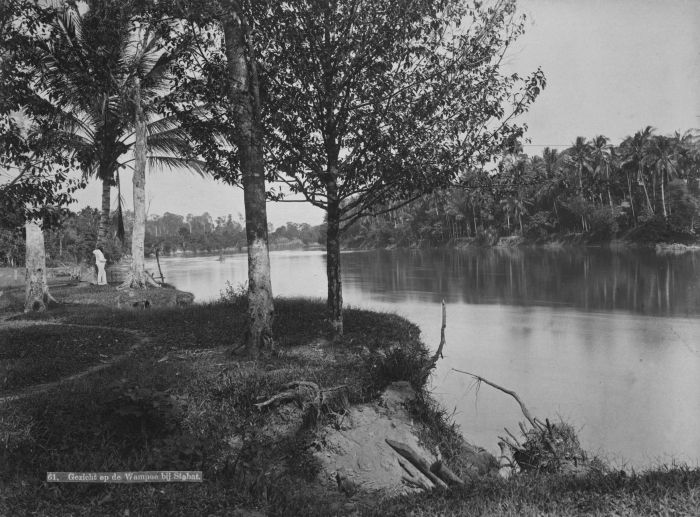
Le Wampu vers 1890

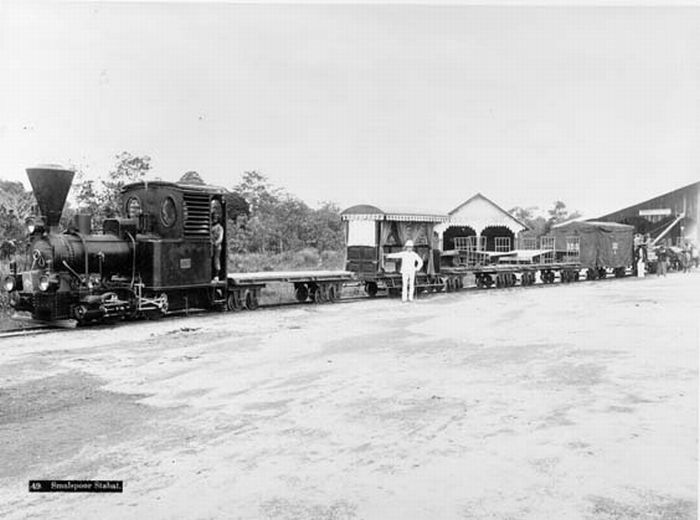
Chemin de fer àécartement Decauville dans la plantation de tabac de Stabat (1885-1889)

Stabat est le chef-lieu du kabupaten (département) de Langkat dans la province indonésienne de Sumatra du Nord depuis 1982. Auparavant, le chef-lieu était Binjai.
Stabat est traversée par un de plus longs fleuves de Sumatra du Nord, le Wampu. 
La ville est située sur la Route transsumatranaise.